# Siemens Mobility
Siemens Mobility — департамент немецкого концерна Siemens AG. Производит железнодорожную технику, трамваи, локомотивы, системы автоматизации для железных дорог и городского рельсового транспорта, системы для сортировки писем и корреспонденции, оборудование для аэропортов.
Департамент был сформирован в ходе структурной реорганизации в 2008 году из департамента Siemens Transportation Systems и активов, связанных с транспортной логистикой и инфраструктурой департамента Siemens I&S.

## Продукция
- Siemens Velaro
- Siemens Desiro
- Siemens Eurosprinter